# ハウー・ミシェウ・メロ・ダ・シウヴァ
ハウー・シウヴァ（Raúl Silva）ことハウー・ミシェウ・メロ・ダ・シウヴァ（ポルトガル語: Raúl Michel Melo da Silva、1989年11月4日 - ）は、ブラジルのサッカー選手。CSウニヴェルシタテア・クラヨーヴァ所属。ポジションはDF。

## クラブ歴
クルーベ・ド・レモの下部組織出身で、トップチームに昇格し選手となったその後国内のクラブを渡り歩き、2015年1月6日にCSマリティモに2017年までの契約で加入。2017年にSCブラガに移籍した。